# Wilner Piquant
Wilner Piquant (4 dicembre 1951) è un ex calciatore haitiano, di ruolo portiere.

## Biografia
Negli anni successivi al suo ritiro venne aggredito nella località haitiana di La Saline da alcuni banditi che volevano derubarlo dell'auto, venendo a seguito di ciò ricoverato in ospedale per numerose settimane. A causa di quell'aggressione Piquant soffre di atroci emicranie.
Successivamente è colpito da due ictus.

## Carriera

### Club
Giocò in patria tra le file del Don Bosco, dell'Aigle Noir e del Violette. Durante il periodo di militanza con il Violette, fece parte della spedizione haitiana ai Mondiali tedeschi del 1974.

### Nazionale
Ha vestito la maglia di Haiti in 9 occasioni, partecipando con la sua Nazionale ai Mondiali tedeschi del 1974.
Il suo esordio in Nazionale è datato 31 luglio 1976 nella vittoria haitiana per 2-1 contro le Antille Olandesi, mentre l'ultima presenza fu l'11 novembre 1981 nel pareggio dei Les Grenadiers per 1-1 contro il Messico.

## Palmarès

### Nazionale
- Campionato CONCACAF: 1

1973